# Ріміні (футбольний клуб)
«Ріміні» (італ. Rimini FC) — італійський футбольний клуб з міста Ріміні, заснований в 1912 році. Домашні матчі проводить на стадіоні «Ромео Нері», що вміщає 9 768 глядачів. Найвищим досягненням клубу в чемпіонатах Італії є 5 місце в Серії Б сезону 2006/2007.

## Історія
Клуб був заснований 1912 року під назвою «Лібертас» (італ. Libertas Rimini) і тривалий час грала у нижчих італійських лігах. Лише 1976 року команда вперше вийшла до Серії Б, другого за рівнем дивізіону країни. Там клуб провів три сезони і 1979 року вилетів назад до Серії С1. Надалі ще кілька разів повертався до другого дивізіону, але закріпитись там так і не зумів.

## Досягнення
- Серія C: (2)
Переможець: 1975-76 (група B), 2004-05 (група B)
- Серія D: (2)
Переможець: 2014–15 (група D), 2017–18 (група D)
- Суперкубок Серії C: (1)
Володар: 2005